# Protomystides papillosa
Protomystides papillosa är en ringmaskart som beskrevs av Blake 1985. Protomystides papillosa ingår i släktet Protomystides och familjen Phyllodocidae. Inga underarter finns listade i Catalogue of Life.